# Ахар-Банас
Культура Ахар (ахарская), также известная как культура Банас (банасская) — две родственных археологических культуры эпохи энеолита, часто объединяемые под общим названием культура Ахар-Банас. Существовала на юго-востоке индийского штата Раджастхан, около 3000—1500 гг. до н. э. и была современником Хараппской цивилизации.

## Хозяйство
Проживавшие вдоль рек Банас и Берач, люди культуры Ахар-Банас добывали медь в медных копях горного массива Аравалли, и изготавливали из неё топоры и другие предметы. Они вели натуральное хозяйство, выращивая ряд злаков, в том числе пшеницу и ячмень.

## Область распространения
До настоящего времени обнаружено более 90 памятников ахар-банасской культуры. Максимальная их концентрация наблюдается в долинах реки Банас и её притоков. Ряд памятников культуры обнаружено также близ Джавада, Мандсаура, Каятхи и Дангвады в штате Мадхья-Прадеш. В Раджастхане большинство памятников расположены на территории округов Удайпур, Читторгарх, Дунгарпур, Бансвара, Аджмер, Тонк и Бхилвара.

## Керамика
Типичная для ахар-банасской культуры керамика — чёрно-красная с линейным и точечным орнаментом, нанесённым краской по белому пигменту. Количество форм ограничено — среди них миски, миски на подставках, удлинённые и шаровидные амфоры. Также в ассортимент керамики входили лощёная до блеска красная, светло-коричневая, а также лощёная чёрная тонкая керамика с насечками и серая керамика с орнаментом.